# Andrej Kavuljak
Andrej Kavuljak (5. prosince 1885, Ústie nad Oravou – 30. května 1952, Dolný Kubín) byl slovenský a československý historik a lesní inženýr.

## Rodina
- otec Andrej Kavuljak (1855–1934)
- matka Alojzia rozená Pacáková

## Život
Studoval na gymnáziu v Trstené a v Banské Bystrici (1900–1904), na Vysoké škole hornické a lesnické v Banské Štiavnici. Byl vedoucím lesní správy v Párnici, kontrolorem Státních lesů a hlavním lesním rádcem Ředitelství Sl. lesů v Liptovském Hrádku. Externě přednášel na Vysoké škole zemědělského a lesnického inženýrství v Košicích. Během 1. světové války padl do zajetí na ruské frontě roku 1915. V letech 1918–1921 působil jako přednosta a lesní inspektor Zlatoustecké oblasti. Seznámil se s ruskou a později i sovětskou odbornou literaturou, po osvobození ji i překládal. Byl předním slovenským odborníkem na lesnictví. Teoretické a praktické zkušenosti shrnul do vysokoškolské učebnice o zařizování lesů a do národohospodářské studie o pasení v lesích. Věnoval se převážně historii lesnictví na Slovensku a zejména na Oravě. Výsledky studia shrnul v samostatných pracích a studiích.

## Dílo
- Hrad Orava, Martin roku 1927

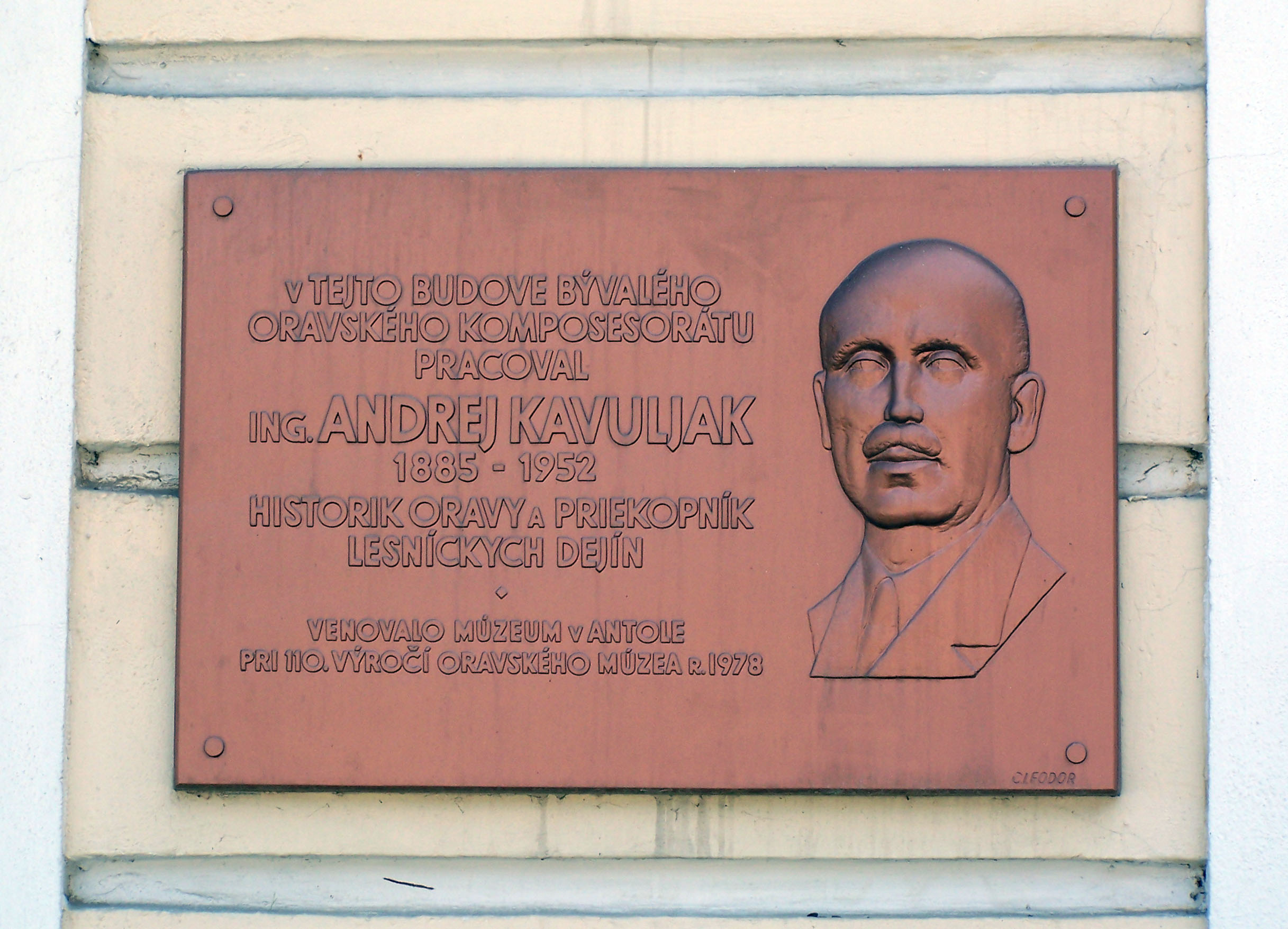
Pamětní tabule v Oravském Podzámku

- Dejiny lesníctva a drevárstva na Slovensku, Bratislava roku 1942
- Zariaďovanie lesov, Košice roku 1949
- Les a pasenie, Bratislava roku 1952
- Historický miestopis Oravy, Bratislava roku 1955